# Abdullah el Faisal
Abdullah el Faisal (* 1964 in Saint James Parish, Jamaika) ist ein fundamentalistischer islamischer Hassprediger.
Er wurde in Jamaika als Trevor William Forest geboren, wuchs aber als Adoptivkind in einer christlichen Familie in Großbritannien auf. Im Alter von sechzehn Jahren konvertierte er zum Islam. Für seine Aufrufe Juden, Hindus und Amerikaner zu töten, verbüßte Abdullah el Faisal eine neunjährige Haftstrafe.
Im Mai 2007 wurde er aus Großbritannien ausgewiesen.
Nach Angaben britischer Behörden soll er starken Einfluss auf Germaine Lindsay gehabt haben, der ebenfalls zum Islam konvertiert war. Lindsay war einer der vier Selbstmordattentäter, die bei den Terroranschlägen am 7. Juli 2005 in London 52 Menschen mit in den Tod rissen.